# 고토시로누시
고토시로누시(일본어: 事代主, 言代主神 ?~?)는 일본 신화에 등장하는 신이다.오쿠니누시의 아들이다.

## 가족
부:오쿠니누시노카미
- 1녀:히메타타라이스즈히메(?~? 초대 진무천황의 황후
- 2녀: 이스즈요리히메노미코토(五十鈴依媛命 ?~? 2대 스이제이 천황의 황후
- 1남:오토우카시
- 2남:오호모누시